# Remingtonocetus
Remingtonocetus je izumrli rod ranih kitova iz porodice Remingtonocetidae, koji su tijekom eocena ( 48,6 do 37,2 milijuna godina) bili endemični za obalu drevnog oceana Tetis. Dobio je naziv po poznatom prirodoslovcu Remingtonu Kelloggu.

## Opis
Sahni i Mishra 1975.. osnovali su vrstu Protocetus harudiensis na temelju nepotpunog kostura, tipičnog primjerka pronađenog u plitkom lutecijskom litoralnom muljevitom staništu u formaciji Harudi u Indiji. Kumar i Sahni 1986.. su ga priključili porodici Remingtonocetidae.
Gingerich et al. 2001.. su dali naziv vrsti Remingtonocetus domandaensis na temelju nepotpunog kostura pronađenog u lutecijskom obalnom škriljcu u formaciji Domanda u Pakistanu.
Remingtonocetus je veći i ima širi kljun i dulje pretkutnjake od Andrewsiphiusa. Manji je i ima manje i krupnije pretkutnjake i kutnjake od roda Dalanistes. R. harudiensis se razlikuje od vrste R. domandaensis po morfologiji kutnjaka.
Gingerich et al. 2001.. interpretirali su vrstu R. domandaensis kao stariju i više generaliziranu od R. harudiensis. Na temelju morfoloških analiza zaključili su da zadnji udovi Remingtonocetusa vjerojatno nisu nosili njegovu težinu, te da srasla križna kost ukazuje na ograničenje u kretanju pomoću repa i da prisutnost snažnih kukovnih ekstenzora i bedrenih primicača pokazuje da je Remingtonocetus bio specijaliziran za kretanje kroz vodu nogama, te da je u tome bio prilično učinkovit.
Remingtonocetus je imao četiri funkcionalna i upotrebljiva uda, vitko tijelo kao kod kitova, s dugim repom i tankom, hidrodinamičnom glavom.

## Taksonomija
Remingtonocetusu su naziv dali Kumar i Sahni 1986.. godine. Tipična vrsta je Protocetus harudiensis. Uhen et al. 2011. Pogreška u predlošku harvnb: ne postoji izvor s oznakom: CITEREFUhenPyensonDevriesUrbina2011 (pomoć). su ga smatrali monofiletičnim. Sepkoski 2002.. su ga priključili taksonu Cetacea. Kumar i Sahni 1986., Gingerich i Russell 1990., Benton 1993., McKenna i Bell 1997., Bajpai i Thewissen 1998., Williams 1998., Thewissen et al. 2001., Gingerich et al. 2001., Geisler i Sanders 2003., McLeod i Barnes 2008. i Uhen et al. 2011. Pogreška u predlošku harvnb: ne postoji izvor s oznakom: CITEREFUhenPyensonDevriesUrbina2011 (pomoć) priključili su ga porodici Remingtonocetidae.